# カステッレーロ
カステッレーロ（伊: Castellero）は、イタリア共和国ピエモンテ州アスティ県にある、人口約300人の基礎自治体（コムーネ）。

## 地理

### 位置・広がり

#### 隣接コムーネ
隣接するコムーネは以下の通り。
- バルディキエーリ・ダスティ
- モナーレ
- ヴィッラフランカ・ダスティ

#### 地震分類
イタリアの地震リスク階級 (it) では、4 に分類される
。

## 行政

### 分離集落
カステッレーロには、以下の分離集落（フラツィオーネ）がある。
- Bordone, Borgo, Bricco, Bricco Trombetta, Monterosso, Trucco, Vernetto, Valporino, Vallotte